# Artur Shahinyan
Artur Shahinyan, né le 8 janvier 1987, est un lutteur gréco-romain arménien.

## Palmarès

### Championnats d'Europe
- Médaille de bronze en catégorie des moins de 84 kg en 2013 à Tbilissi
- Médaille de bronze en catégorie des moins de 84 kg en 2011 à Dortmund